# Avenionia bourguignati
Avenionia bourguignati is een slakkensoort uit de familie van de Hydrobiidae. De wetenschappelijke naam van de soort is voor het eerst geldig gepubliceerd in 1883 door Locard.